# Mayabeque (provins)
Provinsen Mayabeque er en af Cubas provinser med 380.274(2011) indbyggere. Mayabeque er en af de to nye provinser skabt opdeling af den tidligere La Habana-provins, hvis oprettelse blev godkendt af den cubanske nationalforsamling den 1. august 2010, samtidigt med Artemisa-provinsen. De nye provinser blev etableret 1. januar 2011. Provinsens administrative center er San José de las Lajas.
Arealmæssigt er Mayabeque provinsen, bortset fra Havana by, den mindste provins, og den provins med færrest indbyggere.

## Kommuner
Provinsen er administrativt opdelt i 11 kommuner:
| Kommune               | Areal (km²) | Indbyggertal | indbyggere/km² |
| --------------------- | ----------- | ------------ | -------------- |
| Bejucal               | 116,36      | 26,966       | 231.7          |
| San José de las Lajas | 592,67      | 74,186       | 125.2          |
| Jaruco                | 275,9       | 25.135       | 91,1           |
| Santa Cruz del Norte  | 379,38      | 34.216       | 90,2           |
| Madruga               | 459,58      | 29.805       | 64,9           |
| Nueva Paz             | 522,8       | 25.471       | 48,7           |
| San Nicolás           | 228,86      | 20.695       | 90,4           |
| Güines                | 433,09      | 67.919       | 156,8          |
| Melena del Sur        | 233,56      | 20.646       | 88,4           |
| Batabanó              | 263,43      | 26.944       | 102,3          |
| Quivicán              | 227,1       | 29.463       | 129,7          |
| Total                 | 3.732,73    | 381.446      | 102,2          |

Source: Oficina Nacional de Estadísticas e Instituto de Planificación Física/2010 
Byerne med største indbyggertal er Güines (42 000) og San José de las Lajas (37 000).